# سام موراي
سام موراي (بالإنجليزية: Sam Murray)‏ هو لاعب كرة قدم أسترالية أسترالي، ولد في 2 سبتمبر 1997.

## وصلات خارجية
- سام موراي على موقع AustralianFootball.com (الإنجليزية)
- سام موراي على موقع AFLtables.com (الإنجليزية)